# Хасаут
Хаса́ут (в верховьях Бермамыт) — река на Центральном Кавказе, протекает по территории Карачаево-Черкесии и Кабардино-Балкарии.
Берёт своё начало с плато Бермамыт. Устье реки находится в 166 км по левому берегу реки Малки. Длина реки — 23 км, площадь водосборного бассейна — 230 км².

## Данные водного реестра
По данным государственного водного реестра России относится к Западно-Каспийскому бассейновому округу, водохозяйственный участок реки — Малка от истока до Кура-Марьинского канала. Речной бассейн реки — Реки бассейна Каспийского моря междуречья Терека и Волги.